# His Secretary
His Secretary, in Nederland bekend onder de titel De secretaresse van meneer, is een film uit 1925 onder regie van Hobart Henley.

## Verhaal
Ruth is een onaantrekkelijke dame die verliefd is op twee mannen. Nadat ze is afgewezen, besluit ze hen een lesje te leren en ondergaat een metamorfose. Nu ze een aantrekkelijke dame is bieden ze zichzelf onmiddellijk aan. Ruth gaat hier echter niet op in en doet alsof ze met de conciërge getrouwd is.

## Rolverdeling
| Acteur          | Personage     |
| --------------- | ------------- |
| Norma Shearer   | Ruth Lawrence |
| Lew Cody        | David Colman  |
| Willard Louis   | John Sloden   |
| Karl Dane       | Conciërge     |
| Gwen Lee        | Clara Bayne   |
| Mabel Van Buren | Mrs. Sloden   |
| Estelle Clark   | Minnie        |